# 希尔施费尔德 (莱茵兰-普法尔茨州)
希尔施费尔德是德国莱茵兰-普法尔茨州的一个市镇。总面积5.09平方公里，总人口298人，其中男性150人，女性148人（2011年12月31日），人口密度59人/平方公里。